# Пузырник древовидный
Пузы́рник древовидный, или Пузы́рник обыкновенный, или Пузырное дерево, или пуч-пуч (лат. Colútea arborescens), — вид растений семейства Бобовые (Fabaceae), типовой вид рода Пузырник. Листопадный высокий кустарник. В составе вида два подвида — Colutea arborescens subsp. arborescens и Colutea arborescens subsp. gallica Browicz.

## Описание
Представляет собой листопадный, быстрорастущий, светолюбивый, засухоустойчивый, нетребовательный к почвам кустарник с прижато-пушистыми ветвями, достигающий высоты 4—5 м. Цветёт в мае-июне.
Листья
Сложные непарноперистые листья состоят из 9—13 листочков. Форма листочков от эллиптической до яйцевидной, их длина 1,5—3 см, на концах имеются выемки. Адаксиальная (верхняя) сторона листа ярко-зелёная, голая, абаксиальная — матово-зелёная, слега пушистая. Прилистники небольшие, ланцетные.
Цветки
Ярко-жёлтые, чаще всего с красными пятнами цветки собраны в соцветия (кисть) по 6—8 штук на черешке длиной 6—8 см. Длина цветков достигает 2 см.
Плоды
Плод — гладкий или иногда немного пушистый, многосемянный вздутый боб с тонкими полупрозрачными створками зеленоватого цвета. При надавливании он с треском лопается (отсюда и название: «пуч-пуч»).

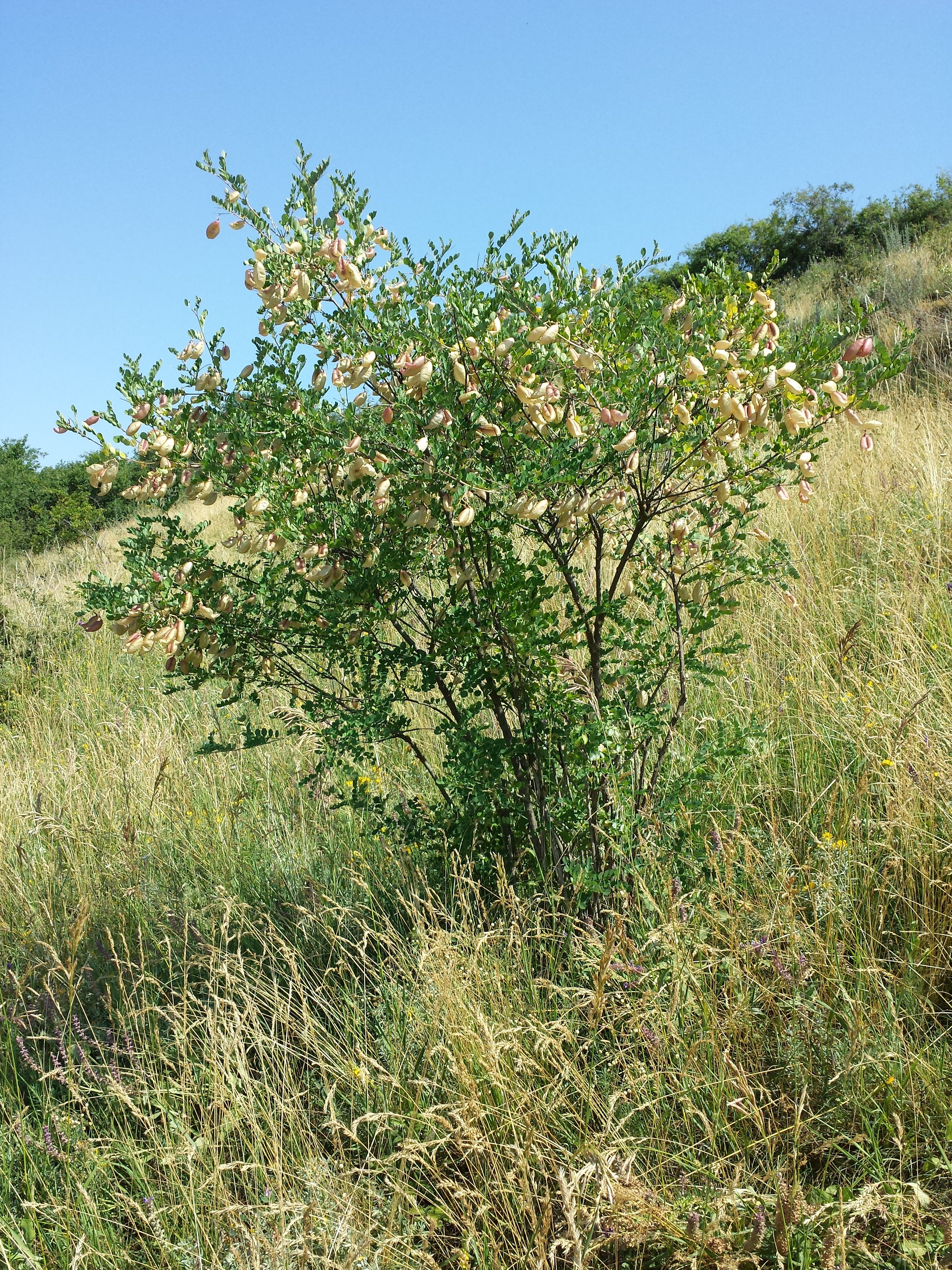
Общий вид
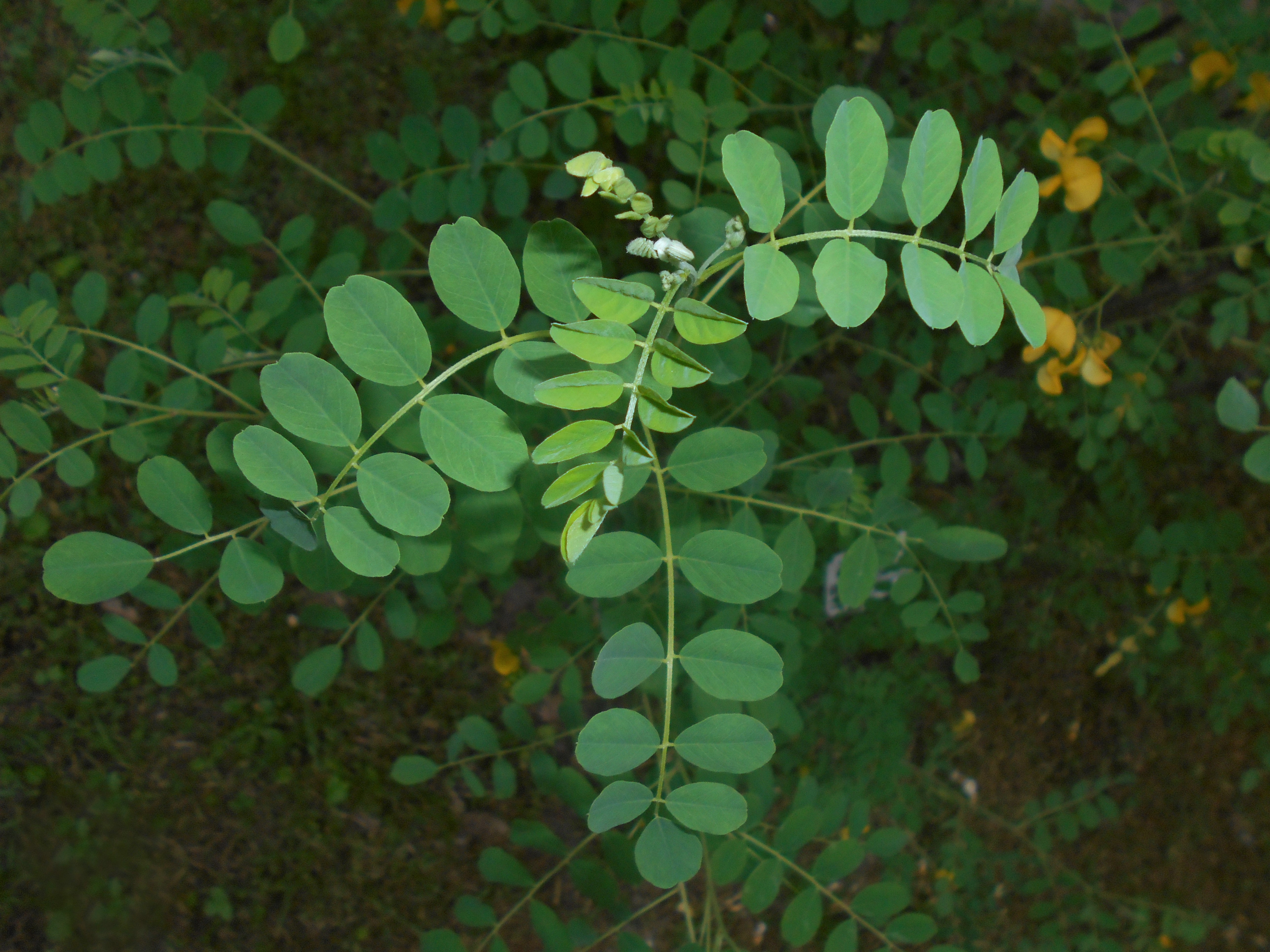
Листья
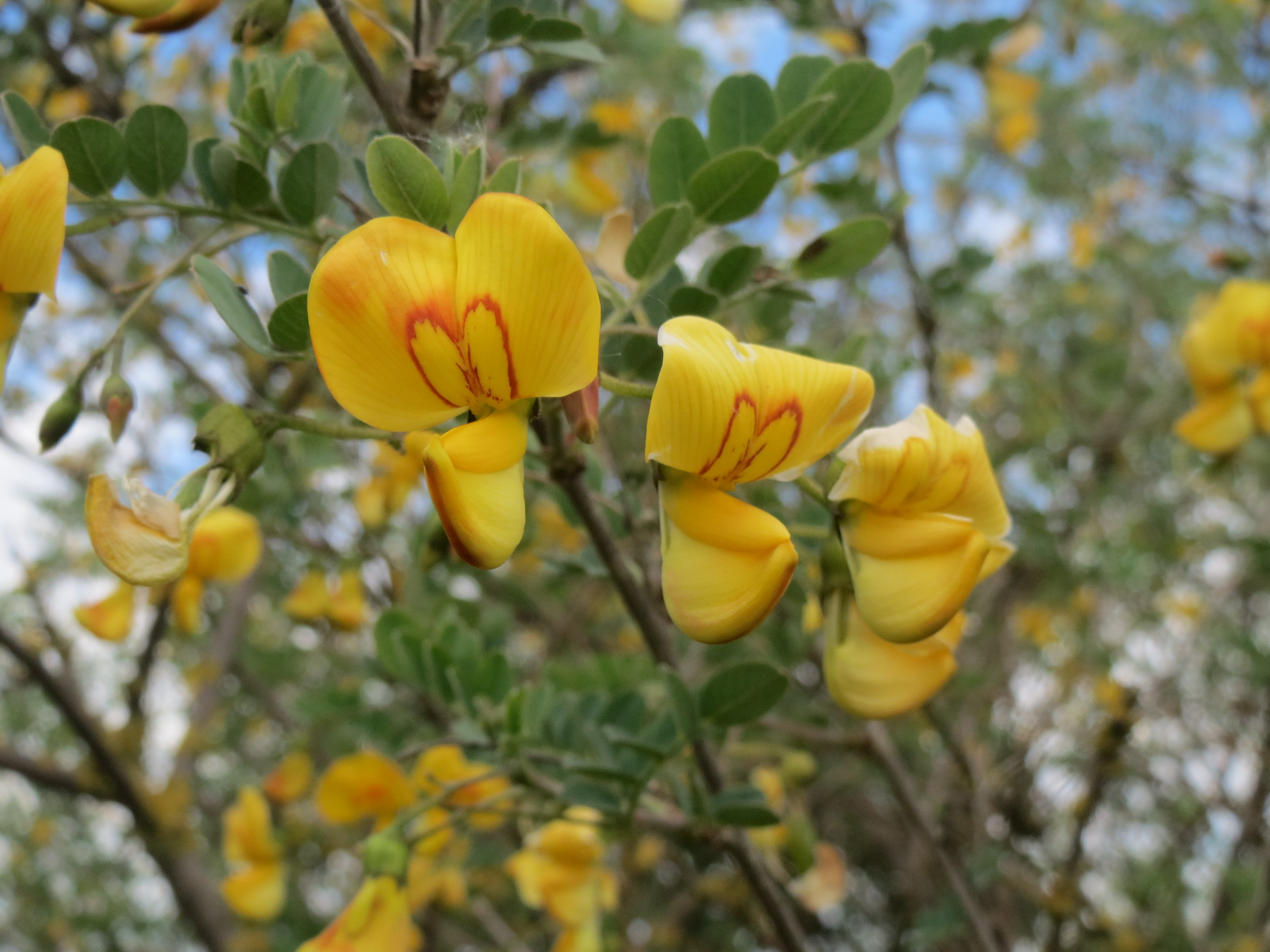
Цветки
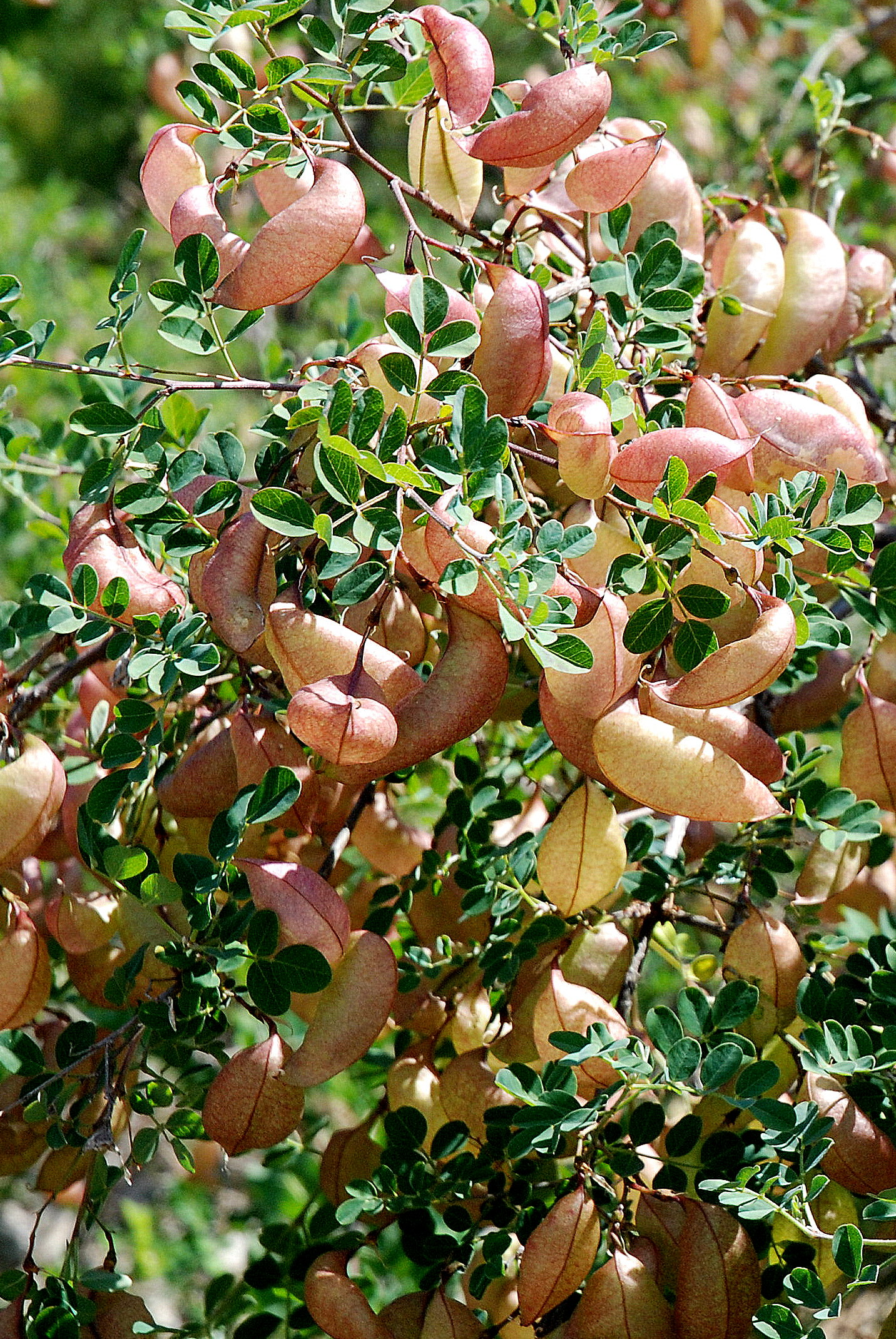
Плоды

Древесина
Красивая желтоватая древесина обычно имеет коричневый или розовый оттенок. Кольцесосудистость выражена нечётко.

## Распространение
Произрастает преимущественно на глубоких, рыхлых супесчаных и песчаных почвах. Низкорослые формы могут расти и на каменистых почвах.
В естественном виде широко распространён в Северной Африке, а именно в Алжире и Марокко; в Центральной Европе — в Австрии, Чехии, Словакии, Венгрии, Германии и Швейцарии; в Юго-восточной Европе — на территории Албании, Болгарии, бывшей Югославии, Греции, Италии, Румынии; в Юго-западной Европе — в Испании и Франции. Встречается в Крыму и на Кавказе. Интродуцирован в некоторых штатах США. Выращивается в садах и парках Украины, стран Балтии, в европейской части России в степной и лесостепной зонах и на юге лесной зоны.

## Использование
Кустарник хорошо защищает почву от эрозии, используется при лесовосстановлении и при озеленении в качестве садово-парковой культуры, особенно в засушливых регионах. Растения могут высаживаться и солитерами, и группами, и в виде живой изгороди.
Прочная стойкая древесина легко обрабатывается режущими инструментами, иногда используется для токарных и резных изделий. Не может иметь коммерческого применения вследствие небольших размеров стволов.